# معتقدات دينية أهلية في الفلبين

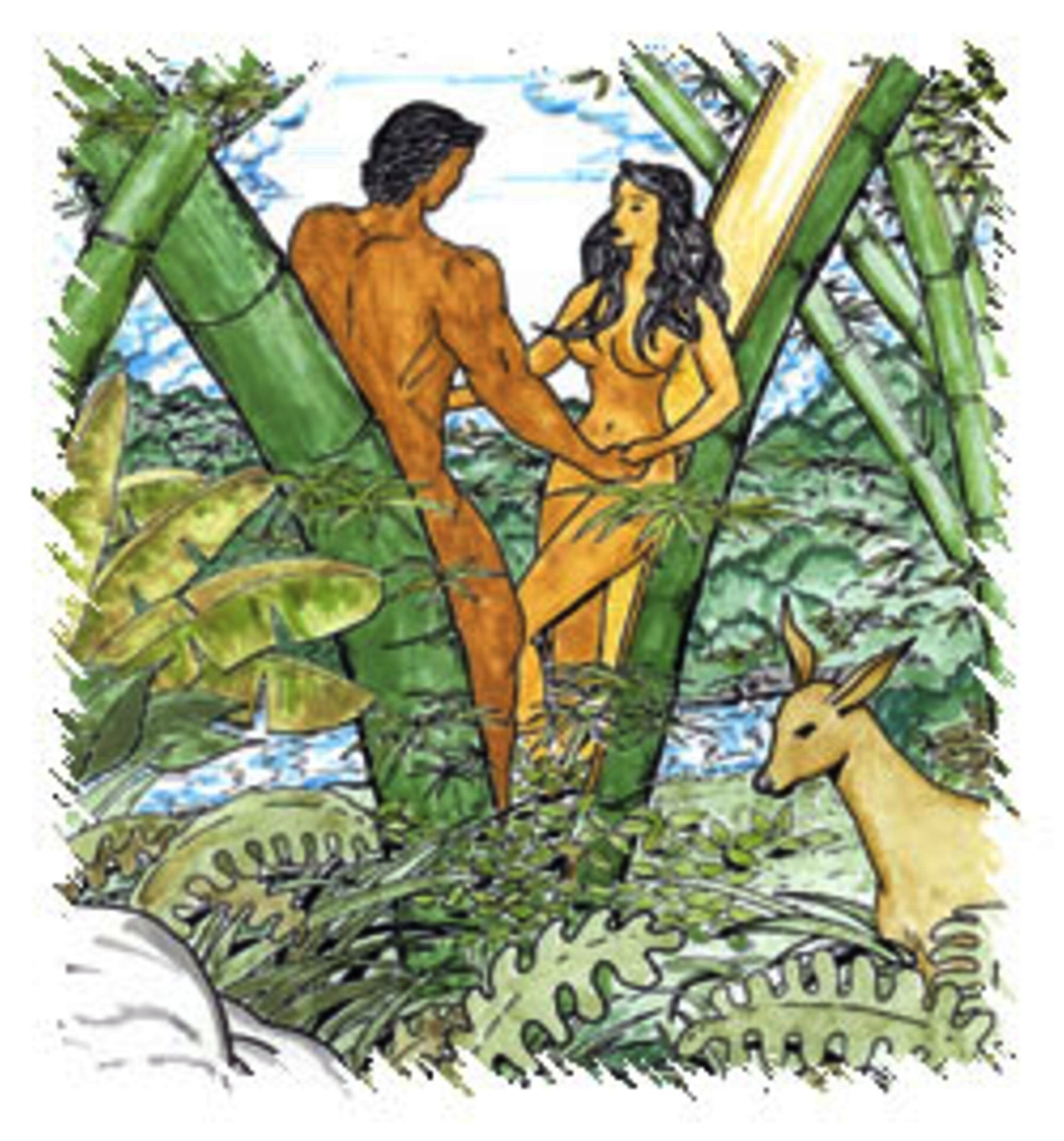

استُعملت مصطلحات عديدة للدلالة على المعتقدات الدينية للمجموعات اللغوية الإثنية الفلبينية التي يبلغ عددها 175 مجموعة، إذ كان لكل مجموعة منها حكومتها المستقلة قبل استعمار الإسلام وإسبانيا. تتميز هذه المجموعات بأنها تؤمن بالأرواحية، وقد أطلق عليها مصطلح جامع هو الأنيتية أو الباثالية، أو الداياوية إذا أردنا المصطلح الحديث الذي لا يتمركز حول التاغالوغ. 
تأتي كثرة المصطلحات هذه من حقيقة أن الأديان الأهلية إنما ازدهرت في الفترة السابقة للاستعمار قبل أن تصبح الفلبين دولة واحدة. تتكلم شعوب الفلبين المختلفة لغات مختلفة وتستعمل ألفاظًا مختلفة للتعبير عن معتقداتها. ومع أن هذه المعتقدات يمكن أن تُعامل على أنها أديان منفصلة، فإن العلماء لاحظوا أنها كلها تتبع «إطارًا فكريًّا بنائيًّا واحدًا مشتركًا» يمكّن من دراستها معًا. ترتبط المعتقدات الدينية الأهلية المتنوعة في الفلبين بالأديان المتنوعة في أوقيانوسيا وشواطئ جنوب شرق آسيا، التي تعود أصولها إلى المعتقدات الأسترونوزية، شأنها في ذلك شأن المعتقدات الفلبينية. 
تشكل الروايات الشعبية المرتبطة بهذه المعتقدات الدينية ما يسمى اليوم الأساطير الفلبينية، وهي جانب مهم من دراسة الحضارة الفلبينية وعلم النفس الفلبيني.

## الرؤية الكونية الدينية
لاحظ المؤرخ تي. فالنتينو سيتوي، في مراجعته للوثائق المتعلقة بالمعتقدات الدينية قبل دخول الإسبان، ثلاثة مميزات أساسية تشكل الرؤية الكونية الدينية للفلبينيين في أرجاء الأرخبيل قبل وصول المستعمرين الإسبان. أولًا، آمن الفلبينيون بوجود عالم شبَحي موازٍ، وهو مخفي ولكن له أثرًا على العالم الظاهر. ثانيًا، آمن الفلبينيون بوجود أرواح (يسمونها الأنيتو) في كل مكان، تختلف فمنها الآلهة الخالقة ومنها الأرواح الصغرى التي تسكن في كل مكان في البيئة كالأشجار والصخور والجداول. ثالثًا، اعتقد الفلبينيون أن العالم الإنساني متأثر بأفعال وتدخلات من هذه الكائنات الروحية.
الأنيتو هم أرواح الأسلاف (أومالاغاد)، أو أرواح الطبيعة وآلهتها (ديواتا) في الأديان الأهلية الأرواحية في الفلبين قبل الاستعمار. تشير الباغانيتو (وتنطق أيضا ماغانيتو أو أنيتوهان) إلى اجتماع لتحضير الأرواح، يرافقه عادة شعائر واحتفالات أخرى، يكون فيها الشامان (يسمى عند الفيسايان: بابايلان، وعند التاغالوغ: كاتالونان) وسيطًا للتواصل مع الأرواح. عندما يشترك روحٌ معين أو إله في الشعيرة، تسمى الشعيرة باغديواتا (أو ماغديواا أو ديواتاهان). وتشير الأنيتو أيضًا إلى عبادة الروح أو تقريب القرابين لها.
عندما وصل الميشرون الإسبانيون إلى الفلبين، ارتبطت كلمة «أنيتو» بالتمثلات الجسدية للأرواح التي تبرز في شعائر الباغانيتو. في فترة الحكم الأمريكي للفلبين (1898–1946) اشتبك معنى الكلمة الإسبانية "idolo" (أي الشيء المعبود) بالكلمة الإنكليزية "idol" ومن ثم أصبحت دلالة كلمة أنيتو شبه مقتصرة على المنحوتات والتماثيل (تاوتاو) للأرواح الطبيعية والأسلافية.
يسمى الإيمان بالأنيتو أحيانًا الأنيتية في المنشورات العلمية. 

## الآلهة والأرواح

### الآلهة الخالقة في الأديان الفلبينية
تؤكد كثير من الحضارات الأهلية الفلبينية على وجود إله أعلى، أو إله خالق، أو إله سماوي. يسمى الإله الأعلى عند التاغالوغيين باثالا، ويوصف باثالا بأنه مايكابال (أي قادر على كل شيء) أو لوميخا (الخالق). أما عند شعب فيسايان، فيسمى الإله الخالق لاون، ومعناه «القديم». عند شعب المانوفو، يسمى الإله الأعلى ماناما. عند معظم شعوب الكورديليرا (ما عدا منطقة أباياو)، يسمى الخالق والمعلم الأعلى كابونيان.
ولكن في معظم الحالات، تعتبر هذه الآلهة عظيمةً إلى درجة أنها بعيدة جدًّا عن متناوَل الناس العاديين. لذا مال الناس إلى الاهتمام بـ«الآلهة الصغرى» أو «الآلهة المساعدة» أكثر، إذ يكون الوصول إليها أسهل، والتأثير في إرادتها أسهل.

### «الآلهة الصغرى» في الأديان الفلبينية
تنقسم الآلهة الدنيا أو الصغرى في الأديان الفلبينية عمومًا إلى ثلاث فئات واسعة: الأرواح الطبيعية الساكنة في البيئة، كالأشجار والجبال، والأرواح الحارسة المسيطرة على جوانب معينة من الحياة اليومية كالصيد، والأسلاف المؤلَّهين أو الأبطال القَبَليّين. تتداخل هذه الفئات كثيرًا، فيصنف إله واحد في فئتين أو أكثر، وفي بعض الحالات، تتطور الآلهة من دور إلى آخر، كما أصبح بطل قبليّ معروف بصيد الأسماك إلهًا حارسًا مرتبطًا بالصيد.